# Beate Schaefer
Beate Schaefer (* 3. August 1961 in Frankfurt am Main) ist eine deutsche Schriftstellerin. Sie schreibt historische Romane, Erzählungen, Theaterstücke und Libretti.

## Leben
Beate Schaefer studierte Germanistik, Kunstgeschichte und Soziologie an der Universität Frankfurt; sie schloss dieses Studium mit dem Magistergrad ab. Anschließend war sie in der Presse- und Öffentlichkeitsarbeit tätig, u. a. für den
WWF Deutschland. Seit 1996 ist sie freie Schriftstellerin und übersetzt daneben Unterhaltungsliteratur aus dem Englischen. Nach längerem Aufenthalt in Pforzheim lebt sie heute in Kiel.

## Werke
Theaterstücke siehe beate-schaefer.de/literatur
- Das Orakel von Cumae, Frankfurt am Main 2000
- Bacchantische Nacht, Eichborn, Frankfurt am Main 2002
  - Neuausgabe 2013: Iulia oder Die Bacchantische Nacht. Historischer Roman. Books on Demand, Norderstedt 2013, ISBN 978-3-8482-4736-3 (Info bei Google Books)
  - Neuausgabe als E-Book 2019: Die Tochter der Ewigen Stadt. dotbooks, 2019
- Die schwarze Taube. Historischer Roman. Verlag Philipp-von-Zabern, Mainz am Rhein 2008
  - Neuausgabe: Die Geliebte des Bischofs. Historischer Roman. dotbooks Verlag, 2019 (Info bei Google Books)
- Nausikaas Liebhaber. Roman. Books on Demand, 2011, ISBN 978-3-8423-5598-9
- Weiße Nelken für Elise. Die Liebe meiner Großeltern zwischen Wehrmachtsbordell und KZ. Biografie. Herder, Freiburg im Breisgau 2013, ISBN 978-3-451-30652-5
  - überarbeitete und ergänzte Fassung: Books on Demand, Norderstedt 2016, ISBN 978-3-7392-4788-5 (Buchvorschau bei Google Books)
- Gedichte. Mit zehn Radierungen der Autorin. Books on Demand, Norderstedt 2015, ISBN 978-3-7386-5686-2 (Buchvorschau bei Google Books)